# 레몽 라디게
레몽 라디게(Raymond Radiguet, 1903년 6월 18일 ~ 1923년 12월 12일)는 프랑스의 소설가이다.
파리 근교에서 출생이며, 출정 병사의 아내와 소년의 연애를 냉정하고 관능적인 필치로 그린 소설 《육체의 악마》(1922년) 로 일약 시인 아르튀르 랭보와 비견할 신성으로 등장하였다. 이후 멘토가 되어준 장 콕토와 친밀한 관계를 맺어 모더니스트 작가로 활약했으나, 그 해에 "나는 사흘 후면 신(神)의 병사(兵士)에게 총살을 당할 거야"라고 콕토에게 말한 얼마 후 병사하였다.
1924년 유작 《도르젤 백작의 무도회》가 출판되었으나 《클레브의 아낙네들》 등 고전적 심리소설을 모방하여, 이른바 전후 풍속의 난잡함에 고의적으로 반항한 점에 독자성이 있으며 사교계를 배경으로 한 단순하고 이지적인 연애심리의 분석이 체스 선수 같은 명석한 의식과 과정으로서 묘사되고 있다. 전작을 능가하는 걸작이라는 평을 받고 있다. 이 외에 시집 《타오르는 뺨》(1920년) 외에 희곡 작품이 있다.

## 한국어 번역
- 원윤수 옮김, 《육체의 악마》, 민음사, 2014년 5월 16일